# Wysokie
Wysokie è un comune rurale polacco del distretto di Lublino, nel voivodato di Lublino.
Ricopre una superficie di 114,18 km² e nel 2004 contava 5 216 abitanti.